# Helia argentipes
Helia argentipes är en fjärilsart som beskrevs av Walker 1869. Helia argentipes ingår i släktet Helia och familjen nattflyn. Inga underarter finns listade i Catalogue of Life.